# Nimboa pallida
Nimboa pallida är en insektsart som beskrevs av György Sziráki och Greve 1996. Nimboa pallida ingår i släktet Nimboa och familjen vaxsländor. Inga underarter finns listade i Catalogue of Life.